# 5186 Donalu
5186 Donalu è un asteroide della fascia principale. Scoperto nel 1990, presenta un'orbita caratterizzata da un semiasse maggiore pari a 2,5783794 UA e da un'eccentricità di 0,0840446, inclinata di 14,90296° rispetto all'eclittica.